# Despotikó
Despotikó (en grec: Δεσποτικό), a l'antiguitat anomenada Prepesint (grec antic: Πρεπέσινθος, llatí: Prepesinthus), és una petita illa deshabitada de l'arxipèlag de les Cíclades. De poc més de 7 km², és situada al costat de l'illa d'Antíparos i forma part del seu municipi, a la regió de l'Egeu Meridional.
A l'antiguitat, fou una illa de poca importància, i juntament amb Olíaros (Antíparos), romangué depenent de Paros. Tot i així, les restes d'un gran santuari d'època arcaica revelen una certa activitat.

## Arqueologia

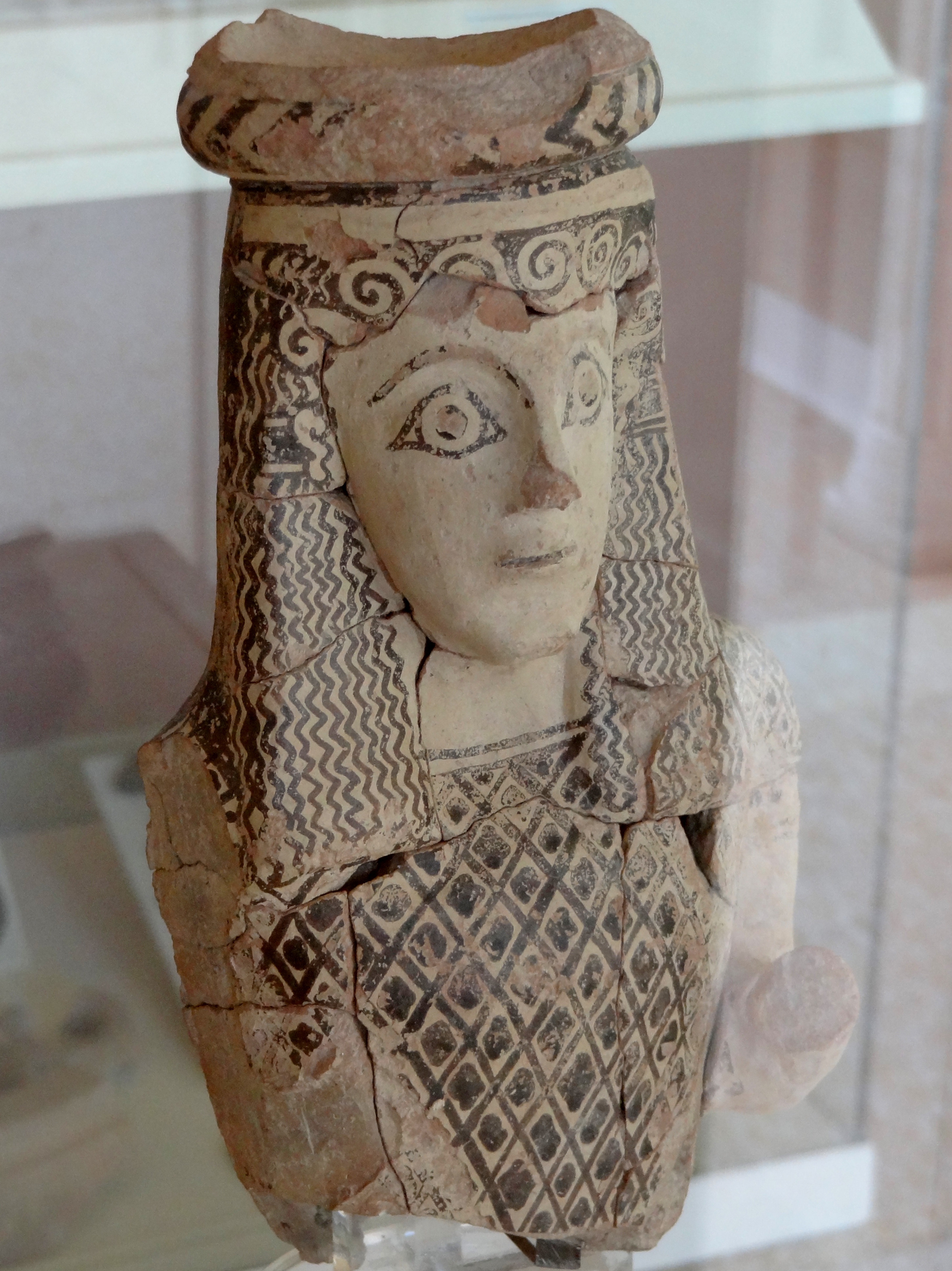
Figureta femenina de terracota trobada a Despotikó, Museu Arqueològic de Paros

Al nord de l'illa, a la part més pròxima a Antíparos, s'han trobat les restes d'un extens santuari d'època arcaica dedicat a Apol·lo. Es tracta d'un complex que constava de molts edificis, i on també es retia culte a Hèstia i potser a Àrtemis. L'adoració hi està testimoniada del segle viii aC ençà, i el seu apogeu tingué lloc cap al segle vi aC; també s'utilitzà en èpoques posteriors. Entre les troballes dels períodes arcaic i clàssic figuren fragments de ceràmica, algunes amb inscripcions; gresols, estàtues de marbre, pitxers decorats, objectes d'ivori, joies i figuretes.
Aquesta illa ja fou investigada per Christos Tsountas a final del segle xix, i posteriorment s'hi han fet excavacions el 1959, sota la direcció de Nikólaos Zafiropulos, i a partir de l'any 2001, dirigides per Giannos Kuràgios.